# Virginia Capers
Eliza Virginia Capers (Sumter, 22 de setembro de 1925 - Los Angeles, 6 de maio de 2004) foi uma atriz estadunidense

## Biografia
Capers formou-se na Howard University e mais tarde estudou canto no Juilliard School em Nova Iorque. Estreou na Broadway em 1957, no elenco do musical Jamaica. Apresentou-se também em Saratoga e Raisin, trabalho este que lhe rendeu um Prêmio Tony como Melhor Atriz em Musical.
Atuou frequentemente na televisão, com aparições em séries como The Fresh Prince of Bel-Air, em filmes como Ferris Bueller's Day Off e programas de TV como The Waltons, Mork & Mindy, Highway to Heaven, St. Elsewhere, Murder, She Wrote, The Golden Girls, Married with Children, The Fresh Prince of Bel-Air, The Practice e ER.
Faleceu de pneumonia, aos 78 anos de idade.

## Filmografia

### Cinema e televisão
| Ano  | Título                             | Personagem             | Notas        |
| ---- | ---------------------------------- | ---------------------- | ------------ |
| 1962 | House of Women                     | Sarah                  |              |
| 1967 | The Ride to Hangman's Tree         | Teresa Moreno          | Sem créditos |
| 1969 | The Lost Man                       | Theresa                |              |
| 1970 | There Was a Crooked Man...         | Cook                   | Sem créditos |
| 1970 | Norwood                            | Ernestine              |              |
| 1970 | The Great White Hope               | Irmã Pearl             |              |
| 1971 | Support Your Local Gunfighter      | Effie                  |              |
| 1971 | Big Jake                           | Delilah                |              |
| 1971 | The Late Liz                       | Martha                 |              |
| 1972 | Lady Sings the Blues               | Mama Holiday           |              |
| 1972 | Trouble Man                        | Macy                   |              |
| 1973 | The World's Greatest Athlete       | Mulher nativa          |              |
| 1973 | Five on the Black Hand Side        | Ruby                   |              |
| 1979 | The North Avenue Irregulars        | Cleo                   |              |
| 1982 | The Toy                            | Ruby Simpson           |              |
| 1984 | Teachers                           | Landlady               |              |
| 1984 | Highway To Heaven                  | Hendrickson            |              |
| 1985 | Da Capo                            | Da Capo                |              |
| 1986 | Jo Jo Dancer, Your Life Is Calling | Emma Ray               |              |
| 1986 | Ferris Bueller's Day Off           | Florence Sparrow       |              |
| 1986 | Howard the Duck                    | Cora Mae, Secretária   |              |
| 1987 | Off the Mark                       | Velma                  |              |
| 1988 | Backfire                           | Maxine                 |              |
| 1988 | The Golden Girls                   | Greta Wagner           |              |
| 1990 | The Fresh Prince of Bel-Air        | Hattie "Grandma" Banks | 6 episódios  |
| 1990 | Pacific Palisades                  | Shirley                |              |
| 1993 | What's Love Got to Do with It      | Choir Mistress         |              |
| 1993 | Knots Landing                      | Adele Carter           | 3 episódios  |
| 1993 | Beethoven's 2nd                    | Miss Linda Anderson    |              |
| 1995 | A Last Goodbye                     | The Principal          |              |
| 1995 | Truman                             | Elizabeth Moore        |              |
| 1997 | The Practice                       |                        |              |
| 1999 | Bad City Blues                     | Mrs. Green             |              |

### Video games
| Ano  | Título                              | Personagem |
| ---- | ----------------------------------- | ---------- |
| 1993 | Gabriel Knight: Sins of the Fathers | Narrator   |